# 阿帕斯科
阿帕斯科（英語：Apaxco）墨西哥的一个市镇，位于墨西哥州东北部。市镇领土位于墨西哥州首府托卢卡东北方向约288（179英里）处。“阿帕斯科”一名来源于納瓦特爾語，意为“瀑布之地”。